# Astropecten dubiosus
Astropecten dubiosus är en sjöstjärneart som beskrevs av Ole Theodor Jensen Mortensen 1925. Astropecten dubiosus ingår i släktet Astropecten och familjen kamsjöstjärnor. Inga underarter finns listade i Catalogue of Life.